# Horto (Auta de Souza)

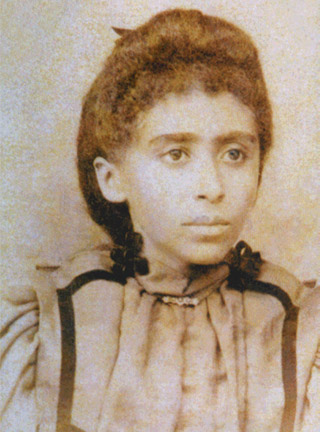
Auta de Souza (1876-1901), poetisa negra e uma boa fonte de inspiração autora de Horto

Horto é um livro de poesias escrito pela poetisa  Auta de Souza e publicado pela primeira vez em 20 de Junho de 1900.
O político e escritor Henrique Castriciano, irmão de Auta de Souza, insistiu para que o manuscrito, então com o nome de Dhálias, fosse entregue a seu amigo Olavo Bilac, para que este fizesse o prefácio. Seu outro irmão, o também político Elói de Sousa, levou então o livro para o famoso poeta parnasiano, que lhe fez o prefácio com o título de um dos poemas da obra, O Horto. Finalmente, ao ser publicado, o livro ganhou seu título definitivo.

## Edições

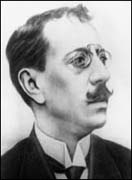
Olavo Bilac (1865-1918)

Horto teve, oficialmente, cinco edições:

### Primeira edição
Foi publicada em Natal, em 1900, pela Tipografia d’A República/Biblioteca do Grêmio Polimático. Continha 114 poemas e 232 páginas e teve prefácio de Olavo Bilac, o poeta mais célebre da época. Sua primeira tiragem, de mil exemplares, esgotou-se em dois meses.

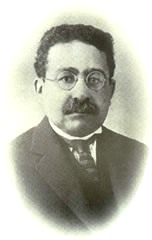
Henrique Castriciano (1874-1947)

| “ | (...) o labor pertinaz de um artista, transformando as suas idéias, as suas torturas, as suas esperanças, os seus desenganos em pequeninas jóias. | ” |

### Segunda edição
Foi publicada em Paris, em 1910, pela Tipografia Aillaud, Alves e Cia. Continha ilustrações de D. O. Widhopff  e breve biografia da autora, escrita pelo seu irmão Henrique Castriciano, que aproveitou uma viagem à França para tratamento de saúde para publicá-lo naquele país, adicionando outros 17 poemas que integravam o manuscrito Dhálias e ainda não haviam sido publicados nas primeiras edições de Horto.
| “ | A tormenta se desfizera ao pé do túmulo; e do naufrágio em que abismou esta singular existência, resta o Horto, livro de uma Santa. | ” |

### Terceira edição
Foi publicada no Rio de Janeiro, em 1936, pela Tipografia Batista de Souza. Continha prefácio de Alceu Amoroso Lima, o Tristão de Athayde.

### Quarta edição
Foi publicada em Natal, em 1964, pela Fundação José Augusto. Continha outros poemas inéditos, além das poesias publicadas nas edições anteriores.

### Quinta edição
Em 2000, foi publicado em Taguatinga (DF), pela Sociedade de Divulgação Espírita Auta de Souza/ Editora Auta de Souza, o que seria a quinta edição do livro, em homenagem ao seu centenário, mas não tendo sido registrada nos órgãos competentes, não foi assim considerada.
No ano seguinte,em 2001, foi então publicada a quinta edição, em Natal, pela Editora da Universidade Federal do Rio Grande do Norte, com introdução de Ana Laudelina Ferreira Gomes.

## Estilo literário
Os poemas publicados em Horto foram escritos entre 1893 e 1899, quando predominava na poesia o Parnasianismo, estilo do qual Olavo Bilac era representante. Auta de Sousa apreciava o estilo, mas não era parnasiana. Em seus poemas, existem vários paradigmas do Romantismo, que havia se esgotado na Europa em meados do século XIX, mas continuou no Brasil por mais tempo.  O individualismo e subjetivismo, a abertura às emoções, a contemplação, a religiosidade, a ideia da natureza como abrigo e ideal e o tema da morte são elementos que podem caracterizá-los (e a própria autora) como neo-românticos.
Mas neste mesmo período, se iniciavam, sobretudo na França, alguns movimentos de libertação contra o academicismo da escola Parnasiana, que consagrariam o Simbolismo pouco mais tarde. Tendo fluência no francês, e tendo acesso aos originais dos românticos Lamartine, Chateaubriand, Victor Hugo e Fénelon, talvez Auta também tivesse lido os simbolistas franceses Verlaine, Rimbaud, Laforgue ou Corbière, ou o brasileiro Cruz e Sousa.
Afinal, em alguns poemas do livro está fortemente presente o misticismo e o vocabulário litúrgico que são típicos do Simbolismo, como em O Horto, poema que dá nome ao livro, repleto de metáforas na correspondência entre o horto interior e o horto bíblico.
O poema Ao Luar apresenta muita semelhança com o poema Antífona, de Cruz e Sousa, que lhe é anterior.
Assim como as poesias O Horto, Ao Luar e Crepúsculo podem ser bem caracterizadas como simbolistas, os poemas Agnus Dei, Fio Partido,  e Ao Pé do Túmulo são tipicamente românticos. O primeiro foi escrito em francês, e tem epígrafe do romântico Lamartine. E sabe-se que a autora apreciava Casimiro de Abreu, Gonçalves Dias e Luís Murat, todos eles poetas da escola romântica.
O últimos versos de Ao Pé do Túmulo originaram o epitáfio da poetisa, em homenagem prestada muitos anos após sua morte:
| “ | Em pranto escrevam sobre a minha lousa: Longe da mágoa, enfim no céu repousa Quem sofreu muito e quem amou demais. | ” |

O poema, e especialmente esta estrofe, é muito semelhante a Lembrança de Morrer, do ultra-romântico Álvares de Azevedo, que também tornou-se epitáfio de seu autor:
| “ | Descansem o meu leito solitário Na floresta dos homens esquecida À sombra de uma cruz e escrevam nela: Foi poeta, sonhou e amou na vida. | ” |

A lápide contendo os versos do poema foi proposta em 1951 por Paulo Pinheiro Viveiros, então presidente da Academia Norte-Riograndense de Letras. Antes, em 1943, Câmara Cascudo já havia feito um apelo por uma lápide dedicada à poetisa, o que foi negado pelo seu irmão. Com a morte de Henrique Castriciano, a lápide pôde enfim ser colocada em seu túmulo.
Os manuscritos Dhálias e Horto estão hoje cuidadosamente guardados na biblioteca da Escola Doméstica de Natal, fundada por Henrique Castriciano, junto como um exemplar de cada edição do livro.

## Temas
Alguns poemas do livro têm como tema a morte, como: Ao Pé do Túmulo, A Morte de Helena, Quando Eu Morrer, Melancolia, Agonia do Coração, Ao Mar, Fio Partido, e Morta.  Sobre a morte de seus pais , existem os poemas À Alma de Minha Mãe, Chorando, Mater e Meu Pai.
Outros poemas versam sobre mulheres ou crianças, como A Eugênia, As Mãos de Clarisse, A Júlia, Carlota, Clarisse, Antonieta, Angelina, Celeste e Regina Coeli.
Há também poemas com tema ligado à religiosidade, como Ao Senhor do Bomfim, Natal, Adoração dos Reis, Consolo Supremo, Sancta Virgo Virginum: Prece, Jesus! Maria!.
E há poemas com temas diversos, normalmente ligados à natureza, como Ao Cair da Noite, Ao Clarão da Lua, Ao Luar e Crepúsculo.